# Ludvík Bureš
Ludvík Bureš (18. října 1896 – 5. června 1972) byl český baptistický kazatel a politický vězeň.
Působil jako baptistický kazatel v Litoměřicích a Lovosicích. V roce 1952 byl zatčen a následně odsouzen ke třem letům vězení, byl zbaven občanských práv a rodině byla zabavena polovina jmění. Po návratu se již nesměl vrátit ke kazatelské službě. V 60. letech v době politického uvolnění věnoval úsilí k získání a rekonstrukci tzv. Červeného kostela v Litoměřicích pro potřeby litoměřické stanice lovosického baptistického sboru.